# Lydeke von Dülmen Krumpelmann
Lydeke von Dülmen Krumpelmann (Groningen, 24 augustus 1952) is een Nederlandse beeldhouwster en keramiste.
Von Dülmen, dochter van de beeldend kunstenaar Erasmus Herman von Dülmen Krumpelmann en de tekenares Marieke Eisma, werkt sinds 1972 als keramiste. Zij maakte de ereprijzen voor het Noordelijk Internationaal Concours hippique te Zuidlaren en de geschenken voor het afscheid van de Commissarisen van de Koningin in de provincie Drenthe Schilthuis en Oele in 1982 en 1989.
Het werk van Von Dülmen is met name geïnspireerd op de wereld van het dier. Zij is lid van het, door haar vader Erasmus Herman en grootvader Erasmus Bernhard van Dulmen Krumpelman opgerichte, Drents Schildersgenootschap.